# Anna Matějková
Anna Matějková (15. října 1920 - ???) byla česká a československá politička Československé strany socialistické, poslankyně České národní rady a Sněmovny národů Federálního shromáždění za normalizace.

## Biografie
K roku 1969 se uvádí jako lékárenská laborantka, bytem Čáslav. Absolvovala Přírodovědeckou fakultu Univerzity Karlovy. Pracovala jako okresní lékárnice v OÚNZ Kutná Hora. Byla poslankyní ONV, předsedkyní zdravotní komise ONV, členkou Ústředního výboru Československého svazu žen, Krajského výboru obránců míru a předsednictva Ústředního výboru ČSS.
Po provedení federalizace Československa usedla v lednu 1969 do Sněmovny národů Federálního shromáždění. Nominovala ji Česká národní rada, v níž rovněž zasedala. Ve federálním parlamentu zasedala do konce funkčního období, tedy do voleb roku 1971.